# Giorgio Petrosyan
Giorgio « The Doctor » Petrosyan, né Gevorg Petrosyan à Erevan en Arménie le 10 décembre 1985, est un boxeur de boxe thaï italo-arménien du Satori Gladiatorium à Gorizia. Il est deux fois champion du K-1 World Max (2009, 2010) et champion du WKN Intercontinental Middleweight en Muaythai.
Il a été noté pour sa défense qui a été décrite comme étant « imperméable ». De plus, sa précision et la pureté de sa boxe sont à souligner ce qui fait de lui le meilleur combattant de sa catégorie et à poids équivalent, du monde.

## Biographie
Giorgio Petrosyan est né en Arménie à Yerevan. Son père et lui immigrent en Italie lorsqu'il a 13 ans, illégalement. Ils vivaient dans la rue sans domicile fixe à Milan jusqu'à ce que son père accepte un travail de vigile dans une usine. Ils sont rejoints par le reste de la famille.
Il a commencé son entrainement Muay Thai à l'âge de 14 ans quand il arriva en Italie. Il a eu son premier combat à l'âge de 16 ans.

## Carrière

### 2002-2006
Giorgio Petrosyan fait ses débuts en professionnel à l'âge de 16 ans en 2002 et combat exclusivement en muay-thai au début de sa carrière. Parmi ses combats notables de cette période on peut citer celui contre Fabio Pinca en 2004 ou Shemsi Beqiri en 2005 où il défend son titre européen MTA en muay thai. Le 25 juin 2005 il gagne le titre intercontinental du WMC en battant Oliver Tchetche par TKO. 

## Vie familiale
Il vit à Gorizia en Italie du Nord.
Il a déménagé là d'Arménie avec sa famille. Son jeune frère Armen Petrosyan est aussi boxeur.

## Championnat et récompense
- K-1
  - K-1 World MAX 2010 Champion
  - K-1 World MAX 2009 Champion
- World Muaythai Council
  - WMC Welterweight Intercontinental Championship
- World Kickboxing Network
  - WKN Oriental Rules 69,9 kg Intercontinental Championship
- Muay Thai Association
  - MTA European Championship
- Kombat League
  - KL -67 kg Muay Thai World Championship
- Janus Fight Night
  - 2007 JFN -72 kg Muay Thai Tournament Champion
  - 2006 JFN -72 kg Muay Thai Tournament Champion